# 布恩縣 (伊利諾伊州)
布恩县（英語：Boone County）是美国伊利諾伊州北部的一個縣，北鄰威斯康辛州，面積730平方公里。根據2020年美國人口普查，共有人口53,448人。縣治貝爾維迪爾（Belvidere）。該縣成立於1837年3月4日，縣名紀念開發今日肯塔基州的丹尼爾·布恩（Daniel Boone）。